# ShareX
ShareX es un software libre de código abierto para realizar impresiones y capturas de pantalla para Windows. Está publicado bajo licencia GNU Licencia Pública General. El código de fuente del proyecto está alojado en GitHub. Está también disponible en la Tienda de Windows y Steam.

## Características
ShareX puede capturar pantallas completa o parcialmente, así como capturar video mediante FFmpeg.
Permite ediciones dentro del sistema, incluyendo resolución.

### Compartiendo
Tras capturar, permite compartir la imagen o video mediante archivo adjunto, FTP u otros servicios.
- Página web oficial
- ShareX en GitHub.